# Strömby (naturreservat)
Strömby är ett naturreservat i Torsås kommun i Kalmar län.
Området är naturskyddat sedan 2002 och är 108 hektar stort. Reservatet består av barrblandskog och fuktstråk med sumpskogar.  Inom delar av området finns inslag av lövträd. I södra delen av reservatet finns en del bok.